# JogCon
El JogCon es un controlador desarrollado y producido por Namco para la consola de videojuegos Sony PlayStation.
Lanzado originalmente en 1998 como parte de un paquete de edición especial con el videojuego R4: Ridge Racer Type 4 de Namco, fue diseñado para combinar la función de un controlador de volante, manteniendo el tamaño de un controlador de PlayStation estándar. Esto se logra mediante un dial de aproximadamente 3 pulgadas de diámetro en el centro del controlador (casi en la misma ubicación que los sticks analógicos DualShock).
El dial fue el primer volante con Force Feedback disponible en PlayStation. Su nombre se deriva de la acción de "activar" un dial como los que se encuentran en algunas videograbadoras y de la acción de colocarlo en un controlador. Acciones como la dirección del torque, las colisiones y la retroalimentación al girar el automóvil se pueden sentir a través del dial mientras el jugador lo manipula para maniobrar con su vehículo a través del recorrido.
El Jogcon se vendería más tarde por separado del juego Ridge Racer R4.

## Compatibilidad
El Jogcon es totalmente compatible con Ridge Racer Type 4, V-Rally 2, la versión de Playstation de Breakout y el juego de PlayStation 2 Ridge Racer V. En otros juegos, se puede usar como un controlador de PlayStation normal apagando el modo Jogcon usando el interruptor de modo arriba del logo de PlayStation.
El Jogcon también tiene un modo de compatibilidad neGcon relativamente desconocido; al mantener presionado el botón de modo mientras enciende la PlayStation, la rueda Jogcon emula la funcionalidad twist de neGcon. Sin embargo, como la retroalimentación de fuerza no es compatible en este modo, la rueda no se centrará automáticamente. Además de esto, la asignación de botones predeterminada para un neGcon generalmente significa que los botones X y cuadrado se utilizan como aceleración y freno, mientras que en Ridge Racer Type 4 y V-Rally 2, estos controles se mueven a los botones laterales para permitir ambos pulgares para controlar la rueda. Como tal, el modo de compatibilidad neGcon expande la lista de juegos en los que se puede usar Jogcon de manera significativa, pero la experiencia es considerablemente más incómoda que cuando se usa en juegos compatibles con Jogcon.